# Jenő Brandi
Jenő Brandi (* 23. Mai 1913 in Budapest; † 4. Dezember 1980 ebenda) war ein ungarischer Wasserballspieler.
Brandi nahm erstmals an den Olympischen Spielen 1936 in Berlin teil, wo er an drei der Gruppenspiele teilnahm und in denen er vier Tore warf. Ungarn qualifizierte sich für die Finalrunde, in denen Brandi in beiden Spielen eingesetzt wurde. Nach einem 5:0-Sieg gegen Frankreich, reichte ein 2:2-Unentschieden gegen Deutschland, damit er mit seinen Mannschaftskollegen György Bródy, Kálmán Hazai, Olivér Halassy, Márton Homonnay, Mihály Bozsi, János Németh, István Molnár, György Kutasi, Sándor Tarics und Miklós Sárkány die Goldmedaille gewinnen konnte.
Brandi nahm auch an den ersten Olympischen Spielen nach dem Zweiten Weltkrieg teil, bei denen Ungarn die Silbermedaille holte, Olympiasieger wurde Italien.